# Alain Savary
Alain Savary (Argel, 25 de abril de 1918 - París, 17 de febrero de 1988) fue un político francés, miembro de la Sección Francesa de la Internacional Obrera (SFIO), del Partido Socialista Unificado (PSU) y, finalmente, del Partido Socialista (PS). Fue ministro de Educación entre los años 1981 y 1984 e ideólogo de las llamadas Zonas de Educación Prioritaria (ZEP).

## Biografía
Savary estudió en el colegio Stanislas y luego en el liceo Buffon de París. Fue llamado a la Marina en octubre de 1938 y se unió a las fuerzas de Francia Libre en junio de 1940. En diciembre de 1941, durante la crisis de San Pedro y Miquelón en la que participa, el almirante Émile Muselier confía a Savary el cargo de administrar este territorio de ultramar. Fue gobernador de San Pedro y Miquelón hasta enero de 1943.
A partir de abril de 1944, Savary participa en la campaña de Italia, donde se distinguió con honores. En agosto de 1944 se le dio el mando de la 2º escuadrón del 1.er regimiento de fusileros marinos de la 1.ª División de Infantería que aterrizó en la Provenza. Participó activamente en la liberación de La Crau y de Tolón. El 12 de septiembre, las fuerzas de Francia Libre y sus aliados se hacen con Nod-sur-Seine, cerca de Chatillon. Para ello, el pelotón comandado por Savary ha recibido la ayuda de la 2.ª División Blindada del general Leclerc.
A partir de octubre de 1944, formó parte de la Asamblea consultiva provisional de los Compañeros de la Liberación. Tras ser alférez (equivalente a teniente), comandante de escuadrón en las campañas de Italia y de Francia, el general De Gaulle le nombró comisionado de la República de Angers con el rango de general del Ejército en 1945.

### La vida política
En 1946, fue nombrado Secretario general de la oficina del Comisionado de negocios de Alemania y de Austria. De 1948 a 1951, fue asesor de la Unión Francesa y miembro del parlamento de San Pedro y Miquelón hasta 1958, cuando se convirtió en secretario general adjunto de la Sección Francesa de la Internacional Obrera (SFIO). Del 1 de febrero al 3 de noviembre de 1956, fue secretario de Estado de los Asuntos marroquíes y tunecinos en el gobierno de Guy Mollet, justo antes de la independencia de ambos países (marzo de 1956). Renunció a su cargo como protesta por la detención de Ben Bella en Argelia.
Salió de la SFIO en 1958, debido a la política de Guy Mollet. Fue uno de los fundadores del Partido Socialista Autónomo (PSA), antes de formar parte del Partido Socialista Unificado. En julio de 1969, en el congreso de Issy-les-Moulineaux, Savary fue elegido primer secretario del nuevo Partido Socialista (PS), que adopta la estrategia de la "Unión de la Izquierda", pero no la idea de un programa común de gobierno con el PCF. Fue derrotado por François Mitterrand durante el congreso de Épinay-sur-Seine, en junio de 1971.
Elegido diputado por Alto Garona de 1973 a 1981 y presidente del Consejo regional de Midi-Pirineos desde 1974 a 1981. En 1977, en su intento por recuperar el ayuntamiento de Toulouse, fue derrotado por Pierre Baudis.

### Ministro de Educación nacional
En 1981, fue nombrado ministro de Educación nacional en el gobierno de Pierre Mauroy, tras ser director de gabinete de Jean-Paul Costa, que se convertirá en juez del Tribunal Europeo de Derechos Humanos.
En 1982, dictó una circular que se conoce como "Circular Savary", que es vista como un gran avance para las lenguas regionales en el servicio público de la educación nacional. La circular organiza la enseñanza de las lenguas regionales y la cultura regional desde la guardería hasta la universidad, y permite experimentos, tales como la apertura de las clases bilingües. La enseñanza de las lenguas regionales y su cultura puede ser considerada como una materia específica. 
En 1984, el ministro de Savary aprobó una ley para la reforma de la educación superior a la que dio nombre. La ley es responsable de unificar la educación secundaria y poner fin a la distinción entre la escuela privada (la llamada "escuela libre") y la escuela pública. La nueva ley nació entre protestas en la calle en junio de 1984.

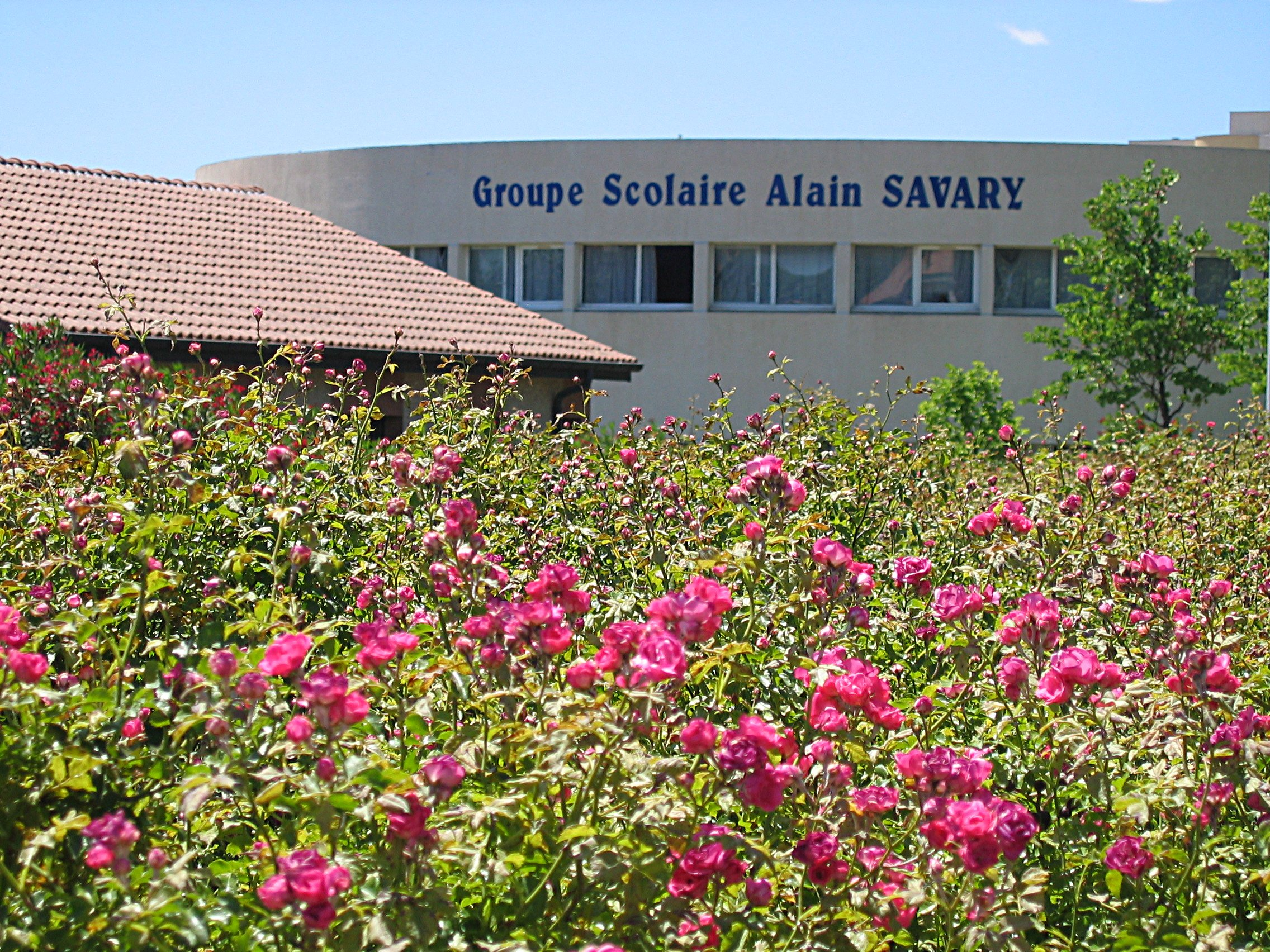
Una escuela que lleva el nombre de Savary en Montpellier.

Repudiado por François Mitterrand, finalmente renunció al ministerio pocas horas antes del anuncio de la dimisión del gobierno Mauroy, en julio de 1984.

## Reconocimientos
Varias avenidas y calles de ciudades como Orleans o Dijon llevan su nombre, así como una importante arteria de la ciudad de Túnez. Una escuela en Colomiers también lleva su nombre, así como una escuela en Istres.

## Resumen de las funciones de gobierno
- Secretario de Estado para los negocios marroquíes y tunecinos del gobierno de Guy Mollet (del 1 de febrero al 3 de noviembre de 1956);
- ministro de Educación nacional del gobierno de Pierre Mauroy (del 22 de mayo al 23 de junio de 1981);
- ministro de Educación nacional del gobierno de Pierre Mauroy (del 23 de junio de 1981 al 22 de marzo de 1983);
- ministro de Educación nacional del gobierno de Pierre Mauroy (del 22 de marzo de 1983 al 19 de julio de 1984).

## Honores
- Oficial de la Legión de honor ;
- compañero de la Liberación – decreto de 10 de enero de 1945;[4]
- croix de guerre 39/45 (3 citas) ;
- medalla de la Resistencia ;
- Estrella De Plata (Estados Unidos).